# Ewald Cebula

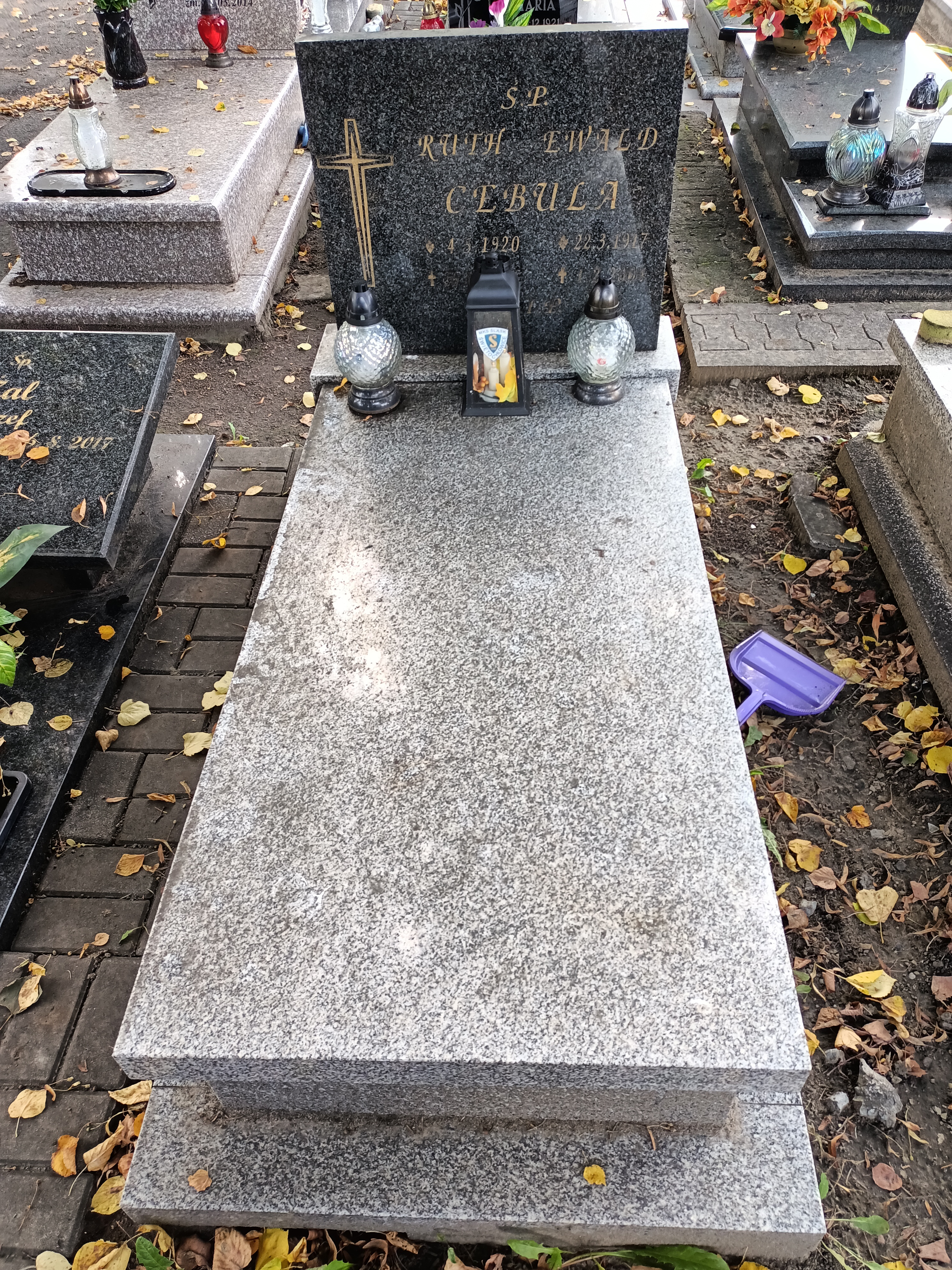
Tomba d'Ewald Cebula.

Edward Cebula, també conegut com a Ewald, (Świętochłowice, 22 de març de 1917 - Chorzów, 1 de febrer de 2004) fou un futbolista polonès de les dècades de 1930 i 1940 i entrenador.
Va jugar a l'Śląsk Świętochłowice i al Ruch Chorzów, guanyant el campionat polonès el 1951. Fou internacional amb la selecció de Polònia, amb la que participà en el Mundial de 1938 i als Jocs Olímpics de 1952.
També fou entrenador a clubs com el Ruch Chorzów i el Górnik Zabrze.